# 분단국가

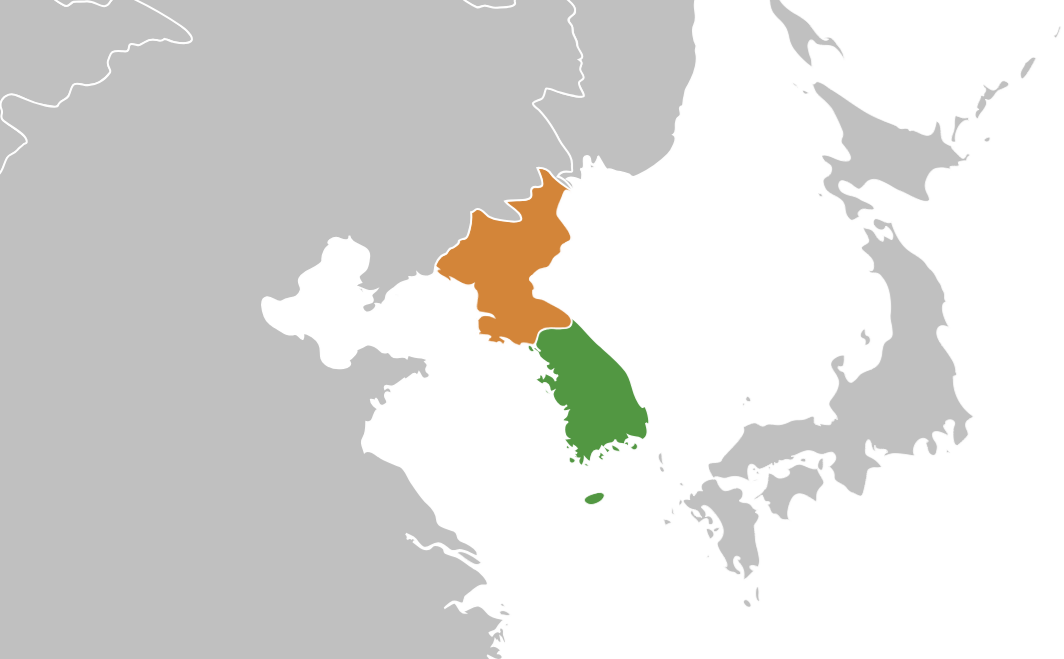
대표적인 분단국가인 대한민국과 조선민주주의인민공화국

분단국가(分斷國家)란 본래는 하나의 국가를 지향하나, 실제로는 그 영역 전체를 지배하는 단일 통치 기구가 없어 이데올로기의 대립에 의해 복수의 지역으로 나뉘어 각각 다른 통치 기구가 공존하는 불안정한 상태를 말한다.
보통 일방의 주권만 부정되는 분리주의 또는 독립운동 따위의 개념과 달리, 궁극적으로는 통일국가에 대한 공통적 목표의식을 가지고 통일 의지를 표방하므로 분리를 부인하며, 따라서 쌍방의 주권이 동시에 부정된다. 분쟁 당사자들이 거의 동일한 범주에 대한 주권을 동시에 주장하는 적극적 권한 쟁의 형태의 대규모적 영토 분쟁의 양상을 보인다.
양자 간의 통일에 대해서는 대체로 동의하지만, 통일에 대한 방법론과 권력 구성을 두고 이견이 좀처럼 좁혀지지 않기 때문에 분단 상황은 오래 지속되는 편이다.

## 개요
제2차 세계대전 전까지 세계사에 나타난 국가의 유형과 변이 과정은 이상과 같았다. 그러나 제2차 세계대전 후 미국과 소련을 주축으로 한 연합국의 패전국 처리 과정에서 발단되고, 양극 냉전체제하에서 굳어진 새로운 국가 형태가 나타났다. 
한반도·독일·베트남에서 나타난, '분단국가'라 칭해진 국가 형태는 이후 국제긴장의 최전선으로 소위 '냉전시대의 비극'이라 일컬어졌고, 독일을 제외한 2국은 동족 간의 이데올로기 전쟁(국제대리전 양상을 나타냈다)을 치뤘다. 
더욱이 이데올로기 대립으로 변질된 분단국가 문제는 주변국들의 이해관계까지 개재됨으로써 그 정도가 심화되었는데, 사실상 3국의 분단 모델이 각기 다르고, 따라서 각국에 개재된 주변국의 이해관계도 각기 다른 모습을 나타냄으로써 국가대표권·국가통일로 요약되는 분단국가 문제의 난이성이 발생하는 것이다. 그러므로 분단국가 문제의 해결을 위해서는 본질적인 개념정립과 그 과정의 정확한 추소가 있어야 할 것이다. 
이론상 분단국가의 개념은 여러 가지 설이 대립되고 있으나, 일반적으로는 단일국가가 주권자인 국민의 주체적인 의사없이 외부세력의 강제에 의해 영토와 국민이 나누어진 국가로, 중요한 것은 체제·종교·인종 등의 제요소가 무시되었다는 점이다. 분단국가의 국가권력은 각 분단체로 각각 나누어지는데, 각 분단체 어느 쪽도 이론상 부분적 통치권을 가지되 국가대표권은 인정되지 않는다.
분단의 해결은 당사국 국민 스스로의 의사로 이루어져야 한다는 절대원칙에 위배된다. 분단체 모두에 국가대표권을 인정하는 것은 일면 타당해 보이나 분단체 모두를 주권국가로 인정함으로써 결국 분단을 고착화·현상화하여 국가분단을 국가분열로 변질시키고, 일방의 주권포기를 통해서만 국가통일이 아닌 국가통합을 달성할 수 있다는 모순을 지니고 있다. 
과거 독일 동독·서독의 경우가 대표적인데, 만약 분단체 사이에 국민적 합의 도출이 가능하다면 그래도 이상적이기는 하다. 국가대표권이란 국가를 지배하는 정치권력의 합법성·정통성을 국제적으로 인정받음으로써 국제연합의 승인과 국제법 상의 승인을 그 국가에 대한 국제법 상의 모든 권리·의무를 승계하는 자격과 권리를 말한다. 
따라서 국가대표권이란 그 정치권력의 정통성·합법성 보수와 국민의 지지를 의미하는 것이므로 그것의 획득은 분단체뿐만 아니라 내란 상태의 교전 단체 등 국가지배 의사를 가진 모든 정치권력에게는 최고 제일의 지상과제가 되며, 국제연합과 국제사회에서의 승인을 획득하기 위한 외교적 노력은 전쟁을 방불케 한다. 
중국의 경우는, 이상의 개념에서 파악할 때, 비록 외세의 개입은 있었지만 어디까지나 국민당과 공산당 사이의 내전을 치뤘고, 앙시앵레짐과 공산주의의 주체적 대립이었으므로 분단국가가 아닌 분열국가이며, 타이완 정부와 베이징 정부로 갈라져 있는 상태에서 주로 주권을 인정치 않고 본토회복과 완전통합을 주장하고 있으므로 내전상태의 계속으로 보아야 한다. 
다만 1971년 11월 국제연합에서의 타이완 정부축출과 베이징 정부의 중국대표권 승계로 나타난 중국 문제를 지켜볼 때, 분단국가든 분열국가든 사태의 종식은 당사자이며, 주권자인 분단체 국민의 주체적 의사에 의해야 함에도 국제정치 역학구도의 영향력이 우선했다는 점에서, 특히 분단국가의 숙원인 통일과제에 암운을 드리웠고 이어 실제 상황으로 나타났다.

## 현존하는 분단국가
- 대한민국 -  조선민주주의인민공화국 (1948년 ~ )

한국의 분단은 1945년에 북위 38도선을 경계로 미국과 소련이 각각 분할점령하면서 조짐을 보이게 되었다. 1948년 UNTCOK의 주관 아래 실시된 5.10 남한 총선거를 바탕으로 8월 15일 대한민국이 북위 38도선 이남에 수립되었으며, 동년 9월 9일에 북조선인민위원회를 근간으로 조선민주주의인민공화국이 북위 38도선 이북에 수립되었다. 1950년 6월 25일에 조선민주주의인민공화국이 대한민국에 대하여 한국 전쟁을 일으켰다가 1953년 7월 27일 체결된 휴전 협정 이후부터 현재와 같은 경계를 이루며 휴전선을 사이에 두고 유엔의 감시 하에 휴전 상태에 있다. 양측은 초반 할슈타인 독트린 방식의 하나의 한국 외교원칙을 내세웠으나, 현재는 동시승인 및 수교를 사실상 용인하고 있으며 1991년에는 양측 모두 유엔에 가입하였다. 통일반대론을 지지하는 사람은 소수에 불과해 분단국가로 분류한다.
- 키프로스 -  북키프로스 (1974년 ~ )

키프로스 섬의 분단은 1974년에 그리스 군사 정권의 지지를 받은 그리스계 민족주의자들이 쿠데타를 일으켰고, 이에 튀르키예는 튀르키예계 동족 보호를 명분으로 동년에 키프로스를 침공하여 북부를 튀르키예군이 점령하였다. 튀르키예의 키프로스 침공은 미국과 북대서양 조약기구로부터 비밀리에 후원을 받았다. 극단적 민족주의의 발호로 일어난 이 분쟁으로 인해 수 천 명의 난민이 발생하였으며, 튀르키예의 후원으로 키프로스 섬 북부에서 실권을 잡은 튀르키예계의 북키프로스 정부가 수립되면서 남북으로 분단되었다. 분단된 양측은 유엔에 의해 설정된 휴전선(Buffer Zone)을 사이에 두고 평화유지군의 중재로 제어되고 있다. 한편 북키프로스를 튀르키예의 괴뢰 정권으로 간주한 유엔 안전 보장 이사회는 북키프로스에 대한 교류를 지양하라는 취지로 유엔 회원국에 권고함으로써 현재까지 북키프로스는 터키만이 유일한 수교국으로 외교적 고립을 면치 못하고 있고, 남부의 키프로스 공화국의 경우 분단 이전인 1960년부터 유엔 회원국 지위를 유지해오고 있으며, 2004년 5월부터 유럽 연합에 가입하였다.

## 과거의 분단국가
- 베트남 ( 북베트남 -  남베트남)

베트남의 분단은 프랑스령 인도차이나의 일부였던 베트남이 1945년 9월 2일에 호치민의 주도로 하노이의 바딘 광장에서 베트남의 독립을 선언하고 베트남 민주 공화국의 수립을 선언하였다. 베트남의 독립을 인정하지 않은 프랑스가 제1차 인도차이나 전쟁을 벌이게 되었으나, 1954년 5월 7일 디엔비엔푸 전투에서 베트남군이 대승을 거두고 프랑스군이 철수를 하면서 베트남은 완전한 독립을 맞았다. 그러나, 서구 열강은 제네바 협정을 통해 베트남을 다시 북위 17도를 기준으로 분단시켰고, 기존에 약속한 전국 선거를 거부한 채 응우옌 왕조의 마지막 황제였던 바오 다이를 내세워 베트남국을 수립하였다. 베트남국은 얼마 지나지 않아 응오딘 지엠의 주도로 베트남 공화국으로 변모하여 남북 대결이 본격화되었다. 미국은 통킹만 사건을 빌미로 베트남 전쟁을 일으켰으나, 결국 1973년 파리 협정을 맺고 미군은 철수하였다. 1975년에 남베트남 민족해방전선의 주도로 베트남 공화국의 수도 사이공이 함락되었고, 1976년 베트남 사회주의 공화국으로 남북이 통일되었다.
- 예멘 ( 북예멘 -  남예멘)

예멘은 과거에 오스만 제국령이었던 북예멘(예멘 아랍 공화국)과, 영국령이었던 남예멘(예멘 인민 민주 공화국)으로 분단되어 있었다. 사라예보 사건을 계기로 오스만 제국이 제1차 세계 대전에 패하면서 북예멘은 1912년에 독립하여 전 세계 국가적으로 빨리 독립하였다. 그러나 남예멘은 제1차 세계 대전과 제2차 세계 대전이 모두 영국을 비롯한 연합군이 승리하여 독립하지 못했다. 결국 남예멘은 소련의 힘을 빌려 영국과 대립하여 마침내 1967년에 독립하였다. 이후 서로 간의 대립이 팽팽하다가 독일 통일이 되는 같은 해, 1990년 5월에 남북 통일정부 구성에 평화적으로 합의하여 잠깐 통일이 되었다. 하지만, 얼마 후 서로 간의 권력분배에 관한 갈등이 촉발하고 남북 예멘의 종교의 문제 갈등까지도 심각하여 결국 1994년 남예멘은 연방에서 탈퇴하여 예멘민주공화국을 선포해 분단 상황으로 돌아가 남북내전으로 비화했다. 이 내전은 군사력에서 우위에 있던 북예멘의 군대가 남예멘의 수도 아덴을 점령하여 비로소 예멘의 통일이 이루어졌다. 이는 냉전 상황에서 유일하게 자유주의가 사회주의를 유일하게 무력으로 승리하는 전쟁으로 남게 되었다.
그런데 최근에는 옛 남예멘 지역을 중심으로 분리독립 요구가 증가하고 있어 새로운 국면을 맞고 있다. 한편 북예멘 중 상당수 지역에서 우세한 시아파를 믿는 후티가 반란을 일으켰고, 후티가 수도를 장악한 이후 남예멘 분리주의자들은 남예멘의 독립을 유보하고 남예멘 출신 하디 대통령의 정통 예멘 정부를 따르기로 하면서 실질적으로 재분단된 채 서로 통일을 추구하는 모습이 되었다. 현재는 남예멘 분리주의자 가운데 후티와의 분리 협정을 통한 종전과 재분단을 요구하는 사람이 생겨나 복잡한 상황이다.
- 독일 ( 서독 -  동독)

제2차 세계 대전이 끝나고 독일은 네 개의 점령지역으로 나뉘었으며, 연합국에 의해 독일이 분할 점령된 원래 목적은 독일이 재결합하지 못하게 억제하여 전쟁을 도모하지 못하게 하려는 것이었다. 하지만 냉전의 영향으로 프랑스·영국·미국의 점령 지역은 독일연방공화국이 수립되었고, 소비에트 연방의 점령 지역은 일부가 폴란드 인민공화국과 소비에트 연방으로 편입된 후 독일민주공화국이 수립되었다. 다만 서베를린은 소비에트 연방의 점령 지역이 아니었던 탓에 독일 연방 공화국의 월경지가 되어 지리적으로 수도의 역할을 하지 못했고, 독일 민주 공화국에 둘러싸인 서베를린은 독일 분단을 상징하는 도시가 되었다. 1961년 독일민주공화국은 서베를린의 고립을 촉진하기 위해 베를린 장벽을 세우기도 하였다. 그리고 서독은 북대서양 조약 기구에 가입하고, 동독은 바르샤바 조약 기구에 가입하는 계기를 절정으로 분단이 고착화되기도 했으나, 1974년 FIFA 월드컵에서도 16강까지도 동반 진출하였다. 그리고 이후 1990년 10월 3일 독일민주공화국이 해체되면서 독일민주공화국의 관할에 있었던 독일 지역이 독일연방공화국에 병합하는 형태로 독일의 재통일이 완성되었다.
- 미국 (1861년대부터 1865년대까지의  미국 -  아메리카 연합국)

당시 19세기에는 미국은 냉전과는 달리 북부 지방은 공업을, 남부 지방은 농업을 중심으로 생활하고 있었다. 그런데 미국 남부인들은 흑인들을 짐승처럼 돈을 사고 팔며 여성들은 집안일을, 남성들은 목화 따는 일을 하도록 하여 그들을 노비처럼 부려 먹고 차별했다. 그래서 흑인들은 억울하고 비참한 생활을 때로는 피할 수 없었고 극단적으로 죽음을 맞이해야 했다. 그러다가 에이브러햄 링컨이 흑인 차별 대우에 반대를 주장하여 1861년에 대통령이 되자 이에 반박한 남부인들은 7개 주부터 연방 탈퇴를 하고 제퍼슨 데이비스를 대통령으로 임명하여 후에는 6개 주까지도 추가로 탈퇴하여 총 13개 주로 구성된 아메리카 남부 연합을 결성하였다. 즉, 공업을 빌미로 흑인 해방을 주장한 아메리카 합중국과 흑인을 엄청난 차별을 하고 일을 부려 먹겠다는 아메리카 남부 연합은 1861년부터 남부가 먼저 전쟁을 시작하여 남북 전쟁이 일어났다. 이 전쟁에서 1863년에 에이브러햄 링컨이 흑인 해방을 하고, 유리한 전보를 통해 남부보다 앞선 산업시설을 통해 마침내 1865년 아메리카 합중국이 정식 통일되어 흑인도 해방되었다. 그러나 해방된 흑인들은 옛 남부인이 결성한 KKK단이라는 집단에게 당하여 온갖 협박과 제대로 된 자유를 이루지 못하고 있다. 그러다 1960년대 말콤 엑스와 마틴 루터 킹의 흑인 평등 사상을 주장하여 비로소 흑인과 백인은 그나마 차별이 약하게 되고 KKK단에서 활동한 백인들도 점점 줄어들고 있다. 그리고 미국 남부의 연방 탈퇴와 남북전쟁 방식은 거의 예멘의 남북 전쟁과 거의 비슷한 쪽으로 전개되었다. 예멘의 남부는 사회주의였고 사회주의는 국민들의 가난을 비롯해 독재로 인해 비자유이기 때문이다. 미국의 남부는 사회주의는 아니었으나 흑인들이 남부 백인 지배자들에게 온갖 괄시와 차별로 인해 비자유 활동을 해야 했고, 심하면 죽음을 맞이해도 상관없는 상황이었기 때문이다.
또한 미국과 예멘의 남부 지역인들이 연방 탈퇴의 이유도 북부 지방의 태도와 의미가 서로 달랐기 때문에 벌어진 일이며, 마침내 남북 전쟁으로 심화되어 전쟁 결과도 똑같이 북부의 승리로 끝나는 덕에 예멘은 자유통일이 비로소 이루어졌고, 미국은 북부가 전쟁에서 이긴 덕에 흑인들이 해방될 수는 있었다.

## 문제
독일·베트남·한반도에서 나타난 분단국가의 공통점은 구체제가 붕괴된 과도기에 외세에 의해 강제적이고 타율적으로, 그리고 분단체 쌍방간 이질적이고 대립적인 형태의 신체제가 수립되었다는 것이다. 
더욱이 분단의 주범인 미국과 소련은 자국의 이해만을 위해 그들이 수립한 분단체의 정치·군사·경제·사회 등 모든 분야에 절대적인 영향력을 행사하는 동시에 그들 방식의 가치 체계와 구조를 이식시키고, 괴뢰나 다름없는 분단체의 정치권력·기층세력 또한 그에 추종하여 자신들의 권익만을 유지시키려 함으로써 분단체 쌍방의 대립과 갈등의 연속으로 치달았다. 
그 결과는 단일 국가·민족의 동질성 상실과 이질성 심화로 나타났는데, 바로 이것이 분단국가의 지상과제인 통일의 최대 난제요, 분단국가 문제의 핵심이다. 강제된 대립적 이데올로기에 민족적 양심을 저버린 각 분단체의 매판·파쇼 세력의 파행은 국제 정치의 흐름이 냉전 → 평화공존 → 데탕트 → 미·중 화해 속의 신질서 → 탈이데올로기 시대로 변화하는 과정에서도 계속되었다. 
물론 국제 정치·경제·군사 체제 하에서 각 분단체는 미국 또는 소련에 대한 편향성을 탈피할 수도 없었고, 독일을 제외한 2국은 제반 조건으로 볼 때 그러한 현상이 심화될 수밖에 없었다. 특히 베트남과 한반도는 분단화 과정의 특이성으로 그러한 비극의 도가 높아갈 수밖에 없었다. 
'분단의 고착화·현상화'로 지칭되는 이러한 현상은 사회 전반에 세대가 교체되면서 심화되는 듯한 경향을 보이기도 했으나 갈등과 대립, 일방에 흡수되는 통일 방식의 구사고를 대체하는 새로운 사고 체제가 움트기 시작했다. '국가통일', '민족적 동질성 회복'으로 집약되는 분단국가의 지상 과제는 그 과정상 갈등과 대립의 해소, 자유왕래, 문화·경제·정치·학술 등 사회 전반에 걸친 전향적인 교류, 국제사회에서의 공동보조, 국가대표권 조정 등 숱한 난제를 지니고 있다. 
이 중에는 3국 모두에 해당되는 공통적인 것이 있는가 하면 개별적이고 특수한 것도 있다. 난제가 되는 것은 특히 후자이며, 통일 모델의 상정에 있어서도 주요한 요소가 된다. 그런 점에서 베트남의 통일과 독일의 통일은 지극히 대조적이고 희비가 엇갈리는 지구상 최후의 분단국가인 한반도 통일 문제에 시사하는 바가 크다고 할 수 있다.

## 같이 보기
- 분리주의
- 독립운동
- 분단지역